# British Home Championship 1892
De British Home Championship van 1892 was de 9e editie van de British Home Championship. Het toernooi werd gehouden van 27 februari tot en met 2 april 1892. Engeland werd kampioen.

## Eindstand
| Team      | Gsp | W | G | V | DV | DT | DS | Ptn |
| --------- | --- | - | - | - | -- | -- | -- | --- |
| Engeland  | 3   | 3 | 0 | 0 | 8  | 1  | +7 | 6   |
| Schotland | 3   | 2 | 0 | 1 | 10 | 7  | +3 | 4   |
| Ierland   | 3   | 0 | 1 | 2 | 3  | 6  | –3 | 1   |
| Wales     | 3   | 0 | 1 | 2 | 2  | 9  | –7 | 1   |

## Wedstrijden
|                                                     |               |       |                      |                                                                             |
| 27 februari 1892 «onderlinge duels» 15:30 uur (UTC) | Wales         | 1 – 1 | Ierland              | Penrhyn Park, Bango Toeschouwers: 4.000 Scheidsrechter: John Campbell (SCO) |
| 27 februari 1892 «onderlinge duels» 15:30 uur (UTC) | Ben Lewis 22' |       | 87' Olphie Stanfield | Penrhyn Park, Bango Toeschouwers: 4.000 Scheidsrechter: John Campbell (SCO) |

|                                                 |       |                                          |          |                                                                                      |
| 5 maart 1892 «onderlinge duels» 15:30 uur (UTC) | Wales | 0 – 2                                    | Engeland | Racecourse Ground, Wrexham Toeschouwers: 4.500 Scheidsrechter: James Robertson (SCO) |
| 5 maart 1892 «onderlinge duels» 15:30 uur (UTC) |       | 15' Arthur Henfrey 87' Rupert Sandilands |          | Racecourse Ground, Wrexham Toeschouwers: 4.500 Scheidsrechter: James Robertson (SCO) |

|                                                      |         |                     |          |                                                                             |
| 5 maart 1892 «onderlinge duels» 15:30 uur (UTC–0:25) | Ierland | 0 – 2               | Engeland | Solitude, Belfast Toeschouwers: 8.000 Scheidsrechter: Robert Harrison (SCO) |
| 5 maart 1892 «onderlinge duels» 15:30 uur (UTC–0:25) |         | 44', 47' Harry Daft |          | Solitude, Belfast Toeschouwers: 8.000 Scheidsrechter: Robert Harrison (SCO) |

|                                                       |                                          |       |                                                     |                                                                          |
| 19 maart 1892 «onderlinge duels» 15:30 uur (UTC–0:25) | Ierland                                  | 2 – 3 | Schotland                                           | Solitude, Belfast Toeschouwers: 10.500 Scheidsrechter: John Taylor (WAL) |
| 19 maart 1892 «onderlinge duels» 15:30 uur (UTC–0:25) | James Williamson 38' George Gaffikin 78' |       | 25' Sandy Keillor 28' William Lambie 60' Dave Ellis | Solitude, Belfast Toeschouwers: 10.500 Scheidsrechter: John Taylor (WAL) |

|                                  |                                                                                  |       |               |                                                                              |
| 26 maart 1892 «onderlinge duels» | Schotland                                                                        | 6 – 1 | Wales         | Tynecastle Park, Edinburgh Toeschouwers: 600 Scheidsrechter: Jack Reid (IRL) |
| 26 maart 1892 «onderlinge duels» | Willie Thomson 1' Jamie Hamilton 8', 65' John McPherson 15', 44' Davie Baird 55' |       | 87' Ben Lewis | Tynecastle Park, Edinburgh Toeschouwers: 600 Scheidsrechter: Jack Reid (IRL) |

|                                                 |               |       |                                                             |                                                                              |
| 2 april 1892 «onderlinge duels» 15:30 uur (UTC) | Schotland     | 1 – 4 | Engeland                                                    | Ibrox Stadium, Glasgow Toeschouwers: 20.000 Scheidsrechter: John Smith (SCO) |
| 2 april 1892 «onderlinge duels» 15:30 uur (UTC) | Jack Bell 80' |       | 1' Edgar Chadwick 20', 26' John Goodall 25' Jack Southworth | Ibrox Stadium, Glasgow Toeschouwers: 20.000 Scheidsrechter: John Smith (SCO) |